# Lijst van rijksmonumenten in Ulft
De plaats Ulft telt 7 (inclusief de complexonderdelen 17) inschrijvingen in het rijksmonumentenregister. Hieronder een overzicht.
| Object                                                                       | Oorspronkelijke functie? | Bouwjaar                             | Architect    | Locatie           | Coördinaten?                  | Nr.?   | Afbeelding                                                                   |
| ---------------------------------------------------------------------------- | ------------------------ | ------------------------------------ | ------------ | ----------------- | ----------------------------- | ------ | ---------------------------------------------------------------------------- |
| De Wesenthorst                                                               | Kasteel, buitenplaats    | waarschijnlijk eerste helft 16e eeuw |              | Wesenthorstlaan 1 | 51° 52' 54" NB, 6° 22' 30" OL | 16065  | Meer afbeeldingen                                                            |
| Slot Ulft (fundering)                                                        | Kasteel, buitenplaats    | tweede helft 16e eeuw                |              | Stokhorsterweg 2I | 51° 53' 31" NB, 6° 23' 20" OL | 16074  | Meer afbeeldingen                                                            |
| Antonius van Paduakerk                                                       | Kerk en kerkonderdeel    | 1914                                 |              | Dr Ariensstraat 1 | 51° 54' 7" NB, 6° 22' 28" OL  | 523685 | Antonius van Paduakerk                                                       |
| Pastorie                                                                     | Kerkelijke dienstwoning  | 1914                                 | Herman Kroes | Dr Ariensstraat 3 | 51° 54' 6" NB, 6° 22' 28" OL  | 523686 | Pastorie                                                                     |
| DRU, Gebouw A, emaileerfabriek met watertoren (Beltmancomplex)               | Industrie                | 1913                                 |              | Hutteweg 24       | 51° 53' 47" NB, 6° 22' 55" OL | 523691 | Meer afbeeldingen                                                            |
| DRU, Gebouw B (portierscomplex: aan- en uitbouwen rond een pakhuis)          | Industrie                | 1902                                 |              | Hutteweg 24       | 51° 53' 47" NB, 6° 22' 55" OL | 523692 | DRU, Gebouw B (portierscomplex: aan- en uitbouwen rond een pakhuis)          |
| DRU, Gebouw C (portierscomplex: de modelmakerij)                             | Industrie                | 1905                                 |              | Hutteweg 24       | 51° 53' 47" NB, 6° 22' 55" OL | 523693 | DRU, Gebouw C (portierscomplex: de modelmakerij)                             |
| DRU, Gebouw D (portierscomplex: een magazijn)                                | Industrie                | 1905-1910                            |              | Hutteweg 24       | 51° 53' 47" NB, 6° 22' 55" OL | 523694 | DRU, Gebouw D (portierscomplex: een magazijn)                                |
| DRU, Gebouw E (portierscomplex: de stamperij)                                | Industrie                | 1895                                 |              | Hutteweg 24       | 51° 53' 47" NB, 6° 22' 55" OL | 523695 | Upload foto                                                                  |
| DRU, Gebouw F (fabrieksgebouwen: exkausterlokaal/poetsafdeling en slijterij) | Industrie                | 1895                                 |              | Hutteweg 24       | 51° 53' 47" NB, 6° 22' 55" OL | 523696 | DRU, Gebouw F (fabrieksgebouwen: exkausterlokaal/poetsafdeling en slijterij) |
| DRU, Gebouw G (fabrieksgebouwen: gieterij)                                   | Industrie                | 1895                                 |              | Hutteweg 24       | 51° 53' 47" NB, 6° 22' 55" OL | 523697 | DRU, Gebouw G (fabrieksgebouwen: gieterij)                                   |
| DRU, Gebouw H (diensten- of loongebouw)                                      | Industrie                | 1909                                 |              | Hutteweg 24       | 51° 53' 47" NB, 6° 22' 55" OL | 523698 | Meer afbeeldingen                                                            |
| Nieuwbijdorp                                                                 | Woonhuis                 | 1921-1923                            |              | Bongersstraat 60  | 51° 53' 9" NB, 6° 23' 6" OL   | 523702 | Nieuwbijdorp                                                                 |
| Watertoren                                                                   | Nutsbedrijf              | 1938                                 |              | Hogeveld 4        | 51° 53' 25" NB, 6° 23' 41" OL | 523703 | Meer afbeeldingen                                                            |
| DRU, Gebouw J badkuipenemailleerderij                                        | Industrie                | 1920-1927                            |              | Hutteweg bij 24   | 51° 53' 47" NB, 6° 22' 55" OL | 526148 | Meer afbeeldingen                                                            |
| DRU, Gebouwen K en L badkuipengieterij                                       | Industrie                | 1922-1948                            |              | Hutteweg bij 24   | 51° 53' 47" NB, 6° 22' 55" OL | 526149 | DRU, Gebouwen K en L badkuipengieterij                                       |
| DRU, Gebouw I ketelhuis                                                      | Industrie                | 1895                                 |              | Hutteweg bij 24   | 51° 53' 47" NB, 6° 22' 55" OL | 526150 | Meer afbeeldingen                                                            |